# Schmogrow-Fehrow
Schmogrow-Fehrow (baix sòrab: Smogorjow-Prjawoz) és un municipi alemany que pertany a l'estat de Brandenburg. Forma part de l'Amt Burg (Spreewald). Es va formar el 2001 de la unió dels nuclis de Schmogrow (Smogorjow) i Fehrow (Prjawoz), on el 1995 el 25,7% de la població era sòrab.